# Nyírgelse
Nyírgelse là một thị trấn thuộc hạt Szabolcs-Szatmár-Bereg, Hungary. Thị trấn này có diện tích 27,61 km², dân số năm 2010 là 1081 người, mật độ 39 người/km².